# Shahrestān-e Kangāvar
Shahrestān-e Kangāvar (persiska: شهرستان کنگاور, کنگاور) är en delprovins (shahrestan) i Iran.   Den ligger i provinsen Kermanshah, i den nordvästra delen av landet, 300 km väster om huvudstaden Teheran.
Delprovinsen hade 76 216 invånare 2016.